# 자동차 모형

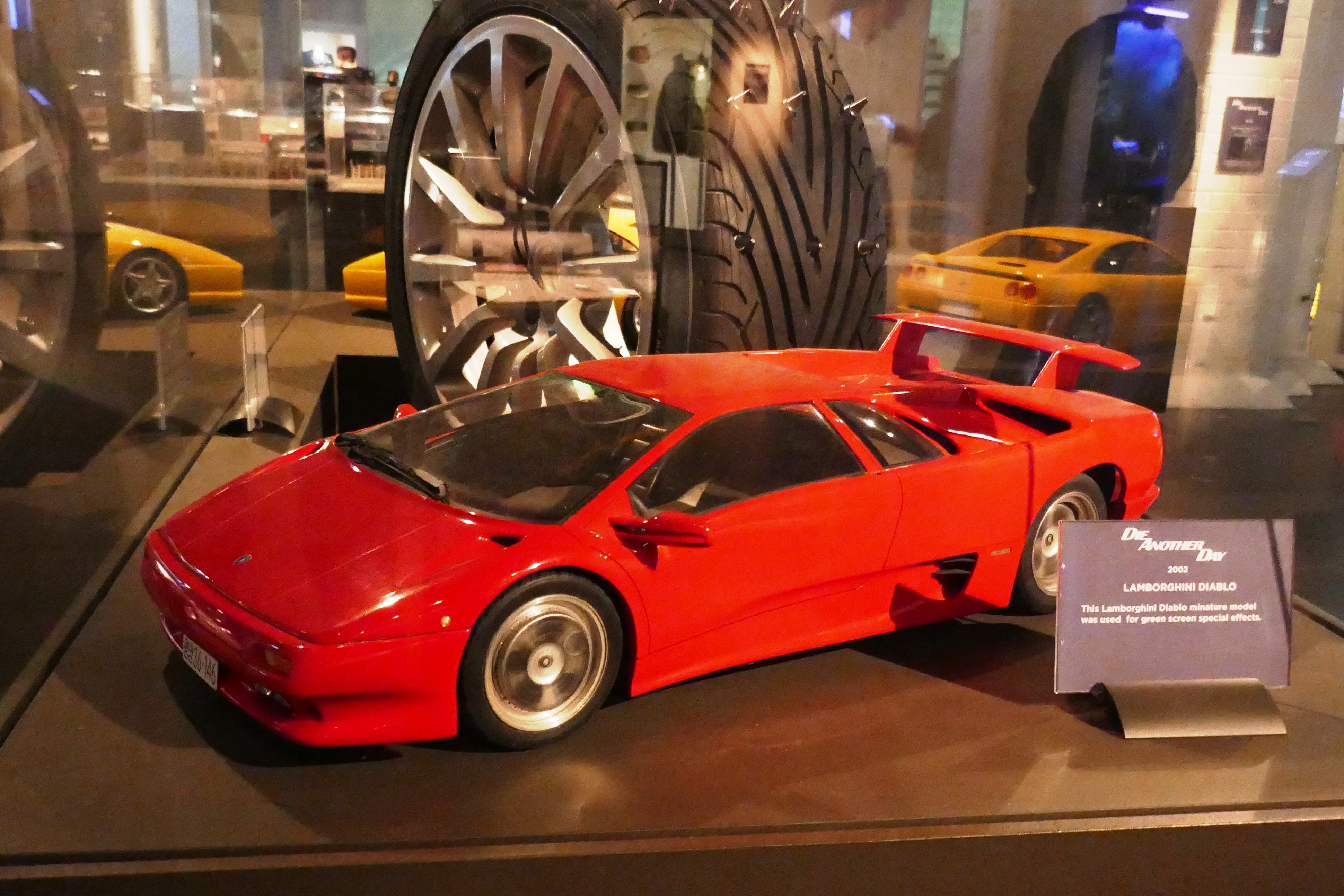
자동차 모형

자동차 모형(自動車模型)은 자동차를 본뜬 모형이다. 실물 크기에 달하는 것도 있고, 실제 자동차 모양을 1/18 또는 1/24, 1/32 등의 기타 스케일로 축소한 것도 있다. 여러 업체에서 전문적으로 생산한다. 대표적인 예로 보면 토미카(トミカ)가 단연 손을 꼽힌다.

## 같이 보기
- 토미카